# Koszmosz–293
A Koszmosz–293 (oroszul: Космос–293) szovjet Zenyit–2M típusú felderítő műhold volt.

## Jellemzői
Zenyit–2M típusú fotófelderítő műhold, melyet tudományos műszerekkel is elláttak. Utóbbiak a gömb alakú visszatérő egységhez kapcsolt Nauka modulban kaptak helyet.
1969. augusztus 16-án a Bajkonuri űrrepülőtérről egy Voszhod hordozórakétával (11A57) juttatták alacsony Föld körüli pályára. A műhold keringési ideje 89 perc, a pályasík elhajlása 51,7° volt. Az elliptikus pálya magassága a perigeumban 205 km, az apogeumban 252 km volt. Tömege 5900 kg, szolgálati ideje maximum 12 nap. Áramforrása kémiai akkumulátor és napelem volt. 
1969. augusztus 28-án 12 napos keringés után földi parancsra belépett a légkörbe és a visszatérő modul sikeresen Földet ért.